# Associazione Calcio Como 1946-1947
Questa voce raccoglie le informazioni riguardanti  l’Associazione Calcio Como nelle competizioni ufficiali della stagione 1946-1947.

## Rosa
| N. |                     | Ruolo | Calciatore       |
| -- | ------------------- | ----- | ---------------- |
|    | Italia (bandiera)   | A     | Cesare Benedetti |
|    | Italia (bandiera)   | P     | Carlo Brasca     |
|    | Italia (bandiera)   | C     | Egidio Capra     |
|    | Italia (bandiera)   | D     | Enrico Cerutti   |
|    | Italia (bandiera)   | C     | Manlio Cipolla   |
|    | Italia (bandiera)   | A     | Aldo Corti       |
|    | Italia (bandiera)   | D     | Gaspare Cozzi    |
|    | Ungheria (bandiera) | A     | Árpád Fekete     |
|    | Italia (bandiera)   | D     | Osvaldo Ferrini  |
|    | Italia (bandiera)   | A     | Guido Fovana     |
|    | Italia (bandiera)   | A     | Aldo Frigerio    |

| N. |                   | Ruolo | Calciatore             |
| -- | ----------------- | ----- | ---------------------- |
|    | Italia (bandiera) | D     | Luigi Frigerio         |
|    | Italia (bandiera) | A     | Dino Cazzaniga         |
|    | Italia (bandiera) | C     | Giuseppe Macchi        |
|    | Italia (bandiera) | A     | Carlo Maesani          |
|    | Italia (bandiera) | C     | Piero Maronati         |
|    | Italia (bandiera) | C     | Aristide Noseda        |
|    | Italia (bandiera) | A     | Francesco Pesenti      |
|    | Italia (bandiera) | A     | Bruno Tettamanti       |
|    | Italia (bandiera) | A     | Pietro Trevisan        |
|    | Italia (bandiera) | C     | Riccardo Alberto Villa |
|    | Italia (bandiera) | P     | Carlo Visintin         |

## Statistiche

### Statistiche di squadra
| Competizione | Punti | In casa | In casa | In casa | In casa | In casa | In casa | In trasferta | In trasferta | In trasferta | In trasferta | In trasferta | In trasferta | Totale | Totale | Totale | Totale | Totale | Totale | DR |
| Competizione | Punti | G       | V       | N       | P       | Gf      | Gs      | G            | V            | N            | P            | Gf           | Gs           | G      | V      | N      | P      | Gf     | Gs     | DR |
| ------------ | ----- | ------- | ------- | ------- | ------- | ------- | ------- | ------------ | ------------ | ------------ | ------------ | ------------ | ------------ | ------ | ------ | ------ | ------ | ------ | ------ | -- |
| Serie B      | 42    | 21      | 14      | 5       | 2       | 38      | 14      | 21           | 2            | 5            | 14           | 23           | 45           | 42     | 16     | 10     | 16     | 61     | 59     | +2 |

### Statistiche dei giocatori
| Giocatore     | Serie B  | Serie B |
| Giocatore     | Presenze | Reti    |
| ------------- | -------- | ------- |
| C. Benedetti  | 39       | 11      |
| C. Brasca     | 12       | -?      |
| E. Capra      | 42       | 14      |
| E. Cerutti    | 1        | 0       |
| M. Cipolla    | 38       | 8       |
| A. Corti      | 2        | 0       |
| G. Cozzi      | 14       | 0       |
| A. Fekete     | 17       | 5       |
| O. Ferrini    | 35       | 0       |
| G. Fovana     | 2        | 0       |
| A. Frigerio   | 1        | 0       |
| L. Frigerio   | 10       | 0       |
| D. Gazzaniga  | 4        | 0       |
| G. Macchi     | 35       | 0       |
| C. Maesani    | 29       | 12      |
| P. Maronati   | 41       | 0       |
| A. Noseda     | 39       | 1       |
| F. Pesenti    | 15       | 3       |
| B. Tettamanti | 6        | 1       |
| P. Trevisan   | 14       | 4       |
| R. Villa      | 36       | 1       |
| C. Visintin   | 30       | -?      |